# Mont Cheaha
El mont Cheaha és el cim més alt de l'estat d'Alabama, als Estats Units. El cim s'eleva fins als 735 msnm i es troba poques milles al nord-oest de la ciutat de Delta, al parc estatal de Cheaha. El cim forma part de les muntanyes de Talladega, l'extrem meridional de les muntanyes Blue Ridge. Al cim hi ha la Bunker Tower, una torre de pedra, utilitzada com a torre de guaita. La muntanya acull diverses antenes de TV i ràdio.